# 巴克斯特 (科羅拉多州)
巴克斯特（英語：Baxter）是位於美國科羅拉多州普韋布洛縣的一個人口普查指定地區。

## 地理
巴克斯特的座標為38°16′33″N 104°29′30″W / 38.27583°N 104.49167°W，而該地最高點為海拔高度1404米（即4606英尺）。

## 人口
根據2010年美國人口普查的數據，巴克斯特的面積為5.00平方千米，當中陸地面積為5.00平方千米，而水域面積為5.00平方千米。當地共有人口500人，而人口密度為每平方千米100人。